# Melvin Gordon
Melvin Gordon III (* 13. April 1993 in Kenosha, Wisconsin) ist ein US-amerikanischer American-Football-Spieler auf der Position des Runningbacks. Er spielte zuletzt für die Baltimore Ravens in der National Football League (NFL). Von 2015 bis 2019 war er für die San Diego/Los Angeles Chargers aktiv. Anschließend stand Gordon von 2020 bis 2022 bei den Denver Broncos unter Vertrag.

## College
Gordon spielte vier Jahre lang für die University Wisconsin in der US-amerikanischen College-Liga. In seiner College-Karriere erreichte er insgesamt 49 Touchdowns und 5.143 Yards. Besonders in seinem letzten Jahr in Wisconsin war Gordon sehr erfolgreich. Mit 2.587 erlaufenen Yards und 29 Touchdowns beim Laufspiel war er in beiden Kategorien der erfolgreichste Runningback der NCAA Saison 2014. Für seine überragenden Leistungen im Jahr 2014 wurde Gordon mehrfach ausgezeichnet.

## NFL

### Chargers
Gordon wurde im NFL Draft 2015 von den Chargers in der ersten Runde als 15. Spieler ausgewählt. Im NFL Draft 2015 war er der zweithöchste gewählte Runningback, lediglich Todd Gurley wurde auf dieser Position von den St. Louis Rams früher gedraftet. Schon in seiner Rookie-Saison war Gordon als Starter bei den Chargers gesetzt. Seinen Durchbruch schaffte er aber erst in der NFL-Saison 2016. Nachdem er 2015 keinen einzigen Touchdown für sein Team erzielen konnte, verbesserten sich seine Werte in der Saison 2016 deutlich. Gordon erzielte für die Chargers 12 Touchdowns und lief 997 Yards. Für seine Leistungen in der Saison 2016 wurde Gordon in den Pro Bowl nachnominiert, weil Le’Veon Bell verletzungsbedingt ausgefallen war.
In der Saison 2017, seinem dritten Jahr in der Profiliga, konnte Gordon erstmals die 1.000-Yards-Marke mit 1.105 erlaufenen Yards durchbrechen. WIe im Jahr zuvor erzielte er für sein Team 12 Touchdowns, davon vier durch die Luft als Passempfänger. Ein Highlight seiner Saison war ein 87 Yards weiter Touchdown in der achten Woche gegen die Patriots. Obwohl seine dritte Saison noch besser als die Saison zuvor war, schaffte Gordon es nicht erneut in den Pro Bowl. 2018 hatte Gordon erneut ein starkes Jahr, in 12 Spielen für die Chargers erzielte er 10 Touchdowns durch den Lauf bei 885 Yards Raumgewinn, weiter fing er noch 4 Touchdowns. Für seine individuellen Leistungen wurde Gordon zum zweiten Mal in seiner Karriere in den Pro Bowl gewählt. Außerdem erreichte Gordon mit den Chargers erstmals in seiner Karriere die Play-offs. Zu Beginn der Saison 2019 streikte Gordon erfolglos für einen neuen langfristigen Vertrag und stieß erst in Woche 5 wieder zum Team. Mit 3,8 Yards Raumgewinn pro Lauf konnte er nicht an seine Leistung aus der Vorsaison anknüpfen, zudem wurde er zunehmend von Austin Ekeler ersetzt, welcher ihn bereits in seiner Abwesenheit erfolgreich ersetzte und sich auch nach der Rückkehr von Gordon als gleichwertige Waffen beweisen konnte. Schlussendlich erlief Gordon in der Saison 612 Yards und erzielte 8 Touchdowns durch den Lauf.

### Denver Broncos
Zur Saison 2020 einigte sich Gordon auf einen Zweijahresvertrag mit den Denver Broncos bei einem Gehaltsvolumen über 16 Mio. US-Dollar. Dies stellt einen soliden Deal für Gordon dar, allerdings hat sich der Streik der Vorsaison finanziell nicht für Gordon gelohnt, da er im Vorjahr einen Vertrag mit längerer Laufzeit und um die 10 Mio. US-Dollar Jahresgehalt bei den Chargers abgelehnt und mehr gefordert hatte. Bei den Broncos war er als Verstärkung neben dem Starter des Vorjahres, Phillip Lindsay, eingeplant, Lindsay sah in der Folge etwas weniger Einsatzzeit als Gordon. In der Saison 2021 teilte Gordon sich die Spielzeit mit Rookie Javonte Williams, der 2022 als Starter übernehmen sollte. Nach Williams’ verletzungsbedingtem Ausfall war Gordon ab Woche 5 wiederum Starter. Am 21. November 2022 wurde Gordon von den Broncos entlassen, am Tag zuvor war ihm bei der Niederlage gegen die Las Vegas Raiders ein Fumble unterlaufen. In seiner Zeit bei den Broncos hatte Gordon mit zahlreichen Fumbles zu kämpfen, in 41 Spielen für Denver unterliefen ihm 12 Fumbles, davon fünf in seiner dritten und letzten Saison.

### Kansas City Chiefs
Am 28. November 2022 nahmen die Kansas City Chiefs Gordon für ihren Practice Squad unter Vertrag. Er kam bei den Chiefs nicht zum Einsatz, gewann aber mit dem Team den Super Bowl LVII.

### Baltimore Ravens
Am 21. Juli 2023 unterschrieb Gordon einen Einjahresvertrag bei den Baltimore Ravens. Dort verzeichnete er in einer Rolle als Reservist 26 Läufe für 81 Yards und einen Touchdown.

## NFL-Statistiken
| Saison                             | Team  | Spiele | Spiele | Rushing | Rushing | Rushing | Rushing | Rushing | Receiving | Receiving | Receiving | Receiving | Receiving | Fumbles | Fumbles |
| Saison                             | Team  | GP     | GS     | Att     | Yds     | Avg     | Lng     | TD      | Rec       | Yds       | Avg       | Lng       | TD        | Fum     | Lost    |
| ---------------------------------- | ----- | ------ | ------ | ------- | ------- | ------- | ------- | ------- | --------- | --------- | --------- | --------- | --------- | ------- | ------- |
| 2015                               | SDG   | 14     | 12     | 184     | 641     | 3,5     | 27      | 0       | 33        | 192       | 5,8       | 18        | 0         | 6       | 4       |
| 2016                               | SDG   | 13     | 11     | 254     | 997     | 3,9     | 48      | 10      | 41        | 419       | 10,2      | 35        | 2         | 2       | 2       |
| 2017                               | LAC   | 16     | 16     | 284     | 1105    | 3,9     | 87      | 8       | 58        | 476       | 8,2       | 49        | 4         | 1       | 0       |
| 2018                               | LAC   | 12     | 12     | 175     | 885     | 5,1     | 34      | 10      | 50        | 490       | 9,8       | 66        | 4         | 1       | 0       |
| 2019                               | LAC   | 12     | 11     | 162     | 612     | 3,8     | 27      | 8       | 42        | 296       | 7,0       | 25        | 1         | 4       | 3       |
| 2020                               | DEN   | 15     | 10     | 215     | 986     | 4,6     | 65      | 9       | 32        | 158       | 4,9       | 20        | 1         | 4       | 4       |
| 2021                               | DEN   | 16     | 16     | 203     | 918     | 4,5     | 70      | 8       | 28        | 213       | 7,6       | 30        | 2         | 3       | 3       |
| 2022                               | DEN   | 10     | 6      | 90      | 318     | 3,5     | 24      | 2       | 25        | 223       | 8,9       | 24        | 0         | 5       | 2       |
| 2023                               | BAL   | 4      | 0      | 26      | 81      | 3,1     | 22      | 1       | 3         | 46        | 15,3      | 23        | 0         | 1       | 1       |
| Total                              | Total | 112    | 94     | 1593    | 6543    | 4,1     | 87      | 54      | 312       | 2513      | 8,1       | 66        | 14        | 27      | 19      |
| Quelle: pro-football-reference.com |       |        |        |         |         |         |         |         |           |           |           |           |           |         |         |